# Barichneumon anatorius
Barichneumon anatorius là một loài tò vò trong họ Ichneumonidae.